# Wijnand Zondag
Wijnand Anthonie Zondag (Kerkwijk, 30 maart 1973) is een Nederlands predikant en bijzonder hoogleraar aan de Theologische Universiteit Apeldoorn.

## Biografie
Wijnand Anthonie Zondag werd geboren op 30 maart 1973 te Kerkwijk. Van 1991 tot 1995 studeerde hij Rechtsgeleerdheid en Economie te Utrecht. In 2001 promoveerde hij cum laude aan de Erasmus Universiteit Rotterdam op het onderwerp werktijdverkorting. Van 2003 tot 2015 was hij als hoogleraar Arbeidsrecht verbonden aan de Rijksuniversiteit Groningen. In 2011 werd hij toegelaten tot een theologiestudie aan de theologische school van de Gereformeerde Gemeenten. Na de studie werd hij in 2015 bevestigd werd als predikant in de Gereformeerde Gemeente te Woerden, gevolgd door de gemeente van Dordrecht vanaf 2019. In 2021 werd de predikant van de gereformeerde gemeente te Dordrecht benoemd tot bijzonder hoogleraar Kerk, recht en samenleving aan de Theologische Universiteit Apeldoorn van de Christelijke Gereformeerde Kerken. Deze bijzondere leerstoel aan de Apeldoornse universiteit gaat uit van de Reformatorisch Maatschappelijke Unie.
Zondag is getrouwd en heeft kinderen.
- Gemeinsame Normdatei: 173755968
- International Standard Name Identifier: 0000 0000 3427 4684
- Library of Congress Control Number: n2002110706
- Nationale Bibliotheek van Israël: 987007390201505171
- Nederlandse Thesaurus van Auteursnamen: 160846544
- Système universitaire de documentation: 133407195
- Virtual International Authority File: 194203953
- WorldCat: E39PCjrfkdYw6twCPtWJgDbVBX